# Demersal

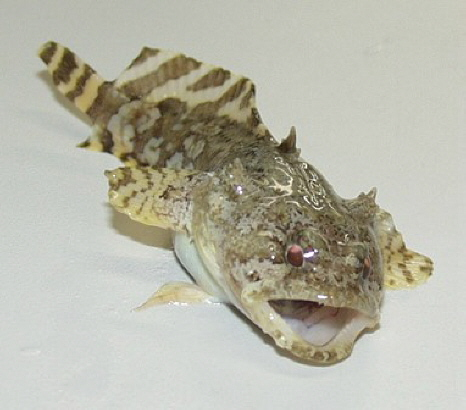
Opsanus beta es un pez bentónico.

Demersal es un adjetivo que define aquellos peces que viven cerca del fondo del mar o lagos. El término se acuñó durante el siglo XIX derivándolo del latín demersus, participio de demergere, que significa «sumergir». 
Los peces demersales pueden ser: 
- Bentónicos: Aquellos que viven constantemente sobre el fondo del lecho marino.
- Bentopelágicos: Aquellos que nadan por encima del fondo.